# Persone di nome Lev
| Questa pagina contiene informazioni ricavate automaticamente dalle voci biografiche con l'ausilio del template Bio e di un bot. L'aggiornamento è periodico e automatico e ricostruisce completamente la pagina. Se manca una persona in questa lista, sei pregato di non aggiungerla, ma accertati piuttosto che la sua voce biografica contenga il template Bio e che i dati anagrafici siano correttamente compilati. Se il template Bio manca, inseriscilo tu stesso o, in alternativa, metti l'avviso {{tmp\|Bio}} che ne segnala la mancanza. Se i dati riportati sono sbagliati, correggi direttamente la voce biografica; le modifiche saranno visibili in questa lista entro pochi giorni. Per chiarimenti vedi il progetto antroponimi. La lista contiene solo le 82 persone che sono citate nell'enciclopedia e per le quali è stato implementato correttamente il template Bio. Pagina aggiornata al 22 lug 2025. |

Questa è una lista di persone presenti nell'enciclopedia che hanno il nome Lev, suddivise per attività principale.

## Allenatori di calcio(2)
- Lev Korčebokov, allenatore di calcio e calciatore sovietico (Carskoe Selo, n. 1907 - Riga, † 1971)
- Lev Mantula, allenatore di calcio e calciatore jugoslavo (Sarajevo, n. 1928 - Zurigo, † 2008)

## Ambasciatori(1)
- Lev Chinčuk, ambasciatore sovietico (Poltava, n. 1868 - † 1944)

## Architetti(1)
- Lev Vladimirovič Rudnev, architetto russo (Opočka, n. 1885 - Mosca, † 1956)

## Attivisti(2)
- Lev Ponomarëv, attivista e politico russo (Tomsk, n. 1941)
- Lev Sedov, attivista sovietico (San Pietroburgo, n. 1906 - Parigi, † 1938)

## Attori(2)
- Lev Gorn, attore russo (Stavropol', n. 1971)
- Lev Sverdlin, attore sovietico (Astrachan', n. 1901 - Mosca, † 1969)

## Aviatori(1)
- Lev Šestakov, aviatore sovietico (Avdeevka, n. 1915 - Davydkivci, † 1944)

## Biologi(1)
- Lev Semënovič Berg, biologo e geografo russo (Tighina, n. 1876 - Leningrado, † 1950)

## Calciatori(6)
- Lev Brovars'kyj, calciatore e allenatore di calcio sovietico (Drohobyč, n. 1948 - Leopoli, † 2009)
- Lev Burčalkin, calciatore e allenatore di calcio sovietico (Leningrado, n. 1939 - San Pietroburgo, † 2004)
- Lev Favorskij, calciatore russo (Mosca, n. 1893 - Mosca, † 1969)
- Lev Jašin, calciatore e hockeista su ghiaccio sovietico (Mosca, n. 1929 - Mosca, † 1990)
- Lev Mayorov, calciatore e allenatore di calcio azero (Baku, n. 1969 - Novorossijsk, † 2020)
- Lev Skvorcov, calciatore kazako (Talǧar, n. 2000)

## Cardinali(1)
- Lev Skrbenský Hříště, cardinale e arcivescovo cattolico ceco (Hukovice, n. 1863 - Olomouc, † 1938)

## Cestisti(1)
- Lev Rešetnikov, cestista sovietico (Sverdlovsk, n. 1927 - † 1994)

## Chimici(1)
- Lev Aleksandrovič Čugaev, chimico russo (Mosca, n. 1873 - Grjazovec, † 1922)

## Compositori di scacchi(1)
- Lev Il'ič Lošinskij, compositore di scacchi sovietico (Varsavia, n. 1913 - Mosca, † 1976)

## Coreografi(1)
- Lev Ivanovič Ivanov, coreografo russo (Mosca, n. 1834 - San Pietroburgo, † 1901)

## Cosmonauti(1)
- Lev Stepanovič Dëmin, cosmonauta sovietico (Mosca, n. 1926 - Zviozdni Godorok, † 1998)

## Filosofi(1)
- Lev Isaakovič Šestov, filosofo e scrittore russo (Kiev, n. 1866 - Parigi, † 1938)

## Fisici(5)
- Lev Arcimovič, fisico russo (Mosca, n. 1909 - Mosca, † 1973)
- Lev Gor'kov, fisico sovietico (Mosca, n. 1929 - Tallahassee, † 2016)
- Lev Davidovič Landau, fisico sovietico (Baku, n. 1908 - Mosca, † 1968)
- Lev Borisovič Okun', fisico russo (Suchiniči, n. 1929 - † 2015)
- Lev Petrovič Pitaevskij, fisico russo (Saratov, n. 1933 - Rovereto, † 2022)

## Giornalisti(1)
- Lev Aleksandrovič Tichomirov, giornalista, scrittore e rivoluzionario russo (Gelendžik, n. 1852 - Sergiev Posad, † 1923)

## Ingegneri(1)
- Lev Leopoldoff, ingegnere e militare russo (Saratov, n. 1898 - Parigi, † 1957)

## Matematici(1)
- Lev Semënovič Pontrjagin, matematico sovietico (Mosca, n. 1908 - Mosca, † 1988)

## Militari(1)
- Lev Aleksandrovič Puškin, ufficiale russo (San Pietroburgo, n. 1723 - Mosca, † 1790)

## Mineralogisti(1)
- Lev Alekseevič Perovskij, mineralogista russo (n. 1792 - † 1856)

## Multiplisti(1)
- Lev Lobodin, ex multiplista ucraino (Rossoš', n. 1969)

## Nobili(1)
- Lev Aleksandrovič Naryškin, nobile russo (San Pietroburgo, n. 1733 - San Pietroburgo, † 1799)

## Pallanuotisti(1)
- Lev Kokorin, pallanuotista sovietico (n. 1918 - † 1989)

## Pianisti(3)
- Lev Aronovič Barenbojm, pianista e musicologo russo (n. 1906 - † 1985)
- Lev Nikolaevič Oborin, pianista russo (Mosca, n. 1907 - Mosca, † 1974)
- Lev Pyšnov, pianista russo (Odessa, n. 1891 - Hendon, † 1959)

## Pistard(1)
- Lev Gonov, pistard e ciclista su strada russo (n. 2000)

## Pittori(1)
- Lev Aleksandrovič Rusov, pittore russo (Leningrado, n. 1926 - Leningrado, † 1987)

## Poeti(3)
- Lev Moiseevič Kvitko, poeta sovietico (Holoskiv, n. 1890 - Mosca, † 1952)
- Lev Aleksandrovič Mej, poeta e drammaturgo russo (Mosca, n. 1822 - † 1862)
- Lev Rubinstein, poeta, saggista e attivista russo (Mosca, n. 1947 - Mosca, † 2024)

## Politici(5)
- Lev Černyj, politico, poeta e giornalista russo (Mosca - Mosca, † 1921)
- Lev Zacharovič Mechlis, politico e generale sovietico (Odessa, n. 1889 - Mosca, † 1953)
- Lev Kirillovič Naryškin, politico russo (n. 1664 - Mosca, † 1705)
- Lev Pavlovič Ochotin, politico russo (Čita, n. 1911 - Territorio di Chabarovsk, † 1948)
- Lev Trockij, politico, rivoluzionario e politologo sovietico (Janovka, n. 1879 - Città del Messico, † 1940)

## Produttori discografici(1)
- Kindzadza, produttore discografico russo

## Psicologi(1)
- Lev Semënovič Vygotskij, psicologo e pedagogista sovietico (Orša, n. 1896 - Mosca, † 1934)

## Pugili(1)
- Lev Muchin, pugile sovietico (Konstantinovsk, n. 1936 - † 1977)

## Registi(7)
- Lev Atamanov, regista sovietico (Mosca, n. 1905 - Mosca, † 1981)
- Lev Izrailevič Cucul'kovskij, regista sovietico (Mosca, n. 1926 - † 2016)
- Lev Davidovič Konstantinovskij, regista cinematografico russo (n. 1907 - † 1978)
- Lev Vladimirovič Kulešov, regista sovietico (Tambov, n. 1899 - Mosca, † 1970)
- Lev Aleksandrovič Kulidžanov, regista cinematografico sovietico (Tbilisi, n. 1923 - Mosca, † 2002)
- Lev Solomonovič Mirskij, regista sovietico (Mosca, n. 1925 - Mosca, † 1996)
- Lev L. Spiro, regista, effettista e attore statunitense

## Registi teatrali(1)
- Lev Dodin, regista teatrale russo (Novokuzneck, n. 1944)

## Religiosi(1)
- Lev Gillet, religioso, filosofo e storico francese (Saint-Marcellin, n. 1893 - Londra, † 1980)

## Rivoluzionari(3)
- Leo Deutsch, rivoluzionario russo (Tul'čyn, n. 1855 - Mosca, † 1941)
- Lev Borisovič Kamenev, rivoluzionario e politico russo (Mosca, n. 1883 - Mosca, † 1936)
- Lev Jakovlevič Karpov, rivoluzionario e chimico russo (Kiev, n. 1879 - Mosca, † 1921)

## Scacchisti(4)
- Lev Osipovič Al'burt, scacchista sovietico (Orenburg, n. 1945)
- Lev Aronin, scacchista sovietico (Kujbyšev, n. 1920 - Mosca, † 1983)
- Lev Abramovič Polugaevskij, scacchista sovietico (Mahilëŭ, n. 1934 - Parigi, † 1995)
- Lev Borisovič Psachis, scacchista sovietico (Krasnojarsk, n. 1958)

## Schermidori(1)
- Lev Kuznecov, schermidore sovietico (Mosca, n. 1930 - Mosca, † 2015)

## Scrittori(5)
- Lev Grossman, scrittore e giornalista statunitense (Lexington, n. 1969)
- Lev Manovich, scrittore statunitense (Mosca, n. 1960)
- Essad Bey, scrittore azero (Baku, n. 1905 - Positano, † 1942)
- Lev L'vovič Tolstoj, scrittore russo (Jasnaja Poljana, n. 1869 - Skon, † 1945)
- Lev Tolstoj, scrittore, filosofo e educatore russo (Jàsnaja Poljàna, n. 1828 - Astàpovo, † 1910)

## Sovrani(1)
- Lev II di Galizia, sovrano russo († 1323)

## Storici(3)
- Lev Aleksandrovič Bezymenskij, storico e giornalista russo (Kazan', n. 1920 - Mosca, † 2007)
- Lev Nikolaevič Gumilëv, storico, etnologo e antropologo sovietico (San Pietroburgo, n. 1912 - San Pietroburgo, † 1992)
- Léon Poliakov, storico e filosofo francese (San Pietroburgo, n. 1910 - Orsay, † 1997)

## Tiratori a segno(1)
- Lev Vajnštejn, tiratore a segno sovietico (Ekaterinburg, n. 1916 - Mosca, † 2004)

## Tuffatori(1)
- Lev Sargsyan, tuffatore armeno (n. 1996)

## Velocisti(2)
- Lev Kaljaev, velocista sovietico (Leningrado, n. 1929 - Leningrado, † 1983)
- Lev Mosin, velocista russo (n. 1992)